# Trappistøl
Trappistøl er øl fra Belgien, Holland, Østrig, Italien, England, Spanien og USA, der udelukkende brygges af medlemmer af trappistordenen eller under munkenes vejledning. Der findes 13 klosterbryggerier, der må kalde deres produkter trappistøl:
| Brouwerij der Trappisten van Westmalle       | Belgien  |
| Brouwerij Westvleteren/St Sixtus             | Belgien  |
| Bières de Chimay                             | Belgien  |
| Brouwerij de Koningshoeven (La Trappe)       | Holland  |
| Brasserie de Rochefort                       | Belgien  |
| Brasserie d'Orval                            | Belgien  |
| Stift Engelszell                             | Østrig   |
| St. Joseph's Abbey in Spencer, Massachusetts | USA      |
| Brouwerij Abdij Maria Toevlucht (Zundert)    | Holland  |
| Tre Fontane Abbey                            | Italien  |
| Mount St Bernard Abbey (Tynt Meadow)         | England  |
| Mont des Cats                                | Frankrig |
| Cerveza Cardeña Trappist                     | Spanien  |
|                                              |          |

Trappistmunke producerer også ost, brød og grøntsager.
Trappistøl bør ikke forveksles med Bières d'Abbaye (klosterøl), hvor klosteret har overgivet produktionen til et bryggeri uden for murene som Mont des Cats, som er en trappistassocieret øl, som brygget på et trappistkloster endnu ikke har fået trappistmærket tilbage på flaskerne. Brygningen af Mont des Cats blev genetableret i 2011, efter klosterets bryggeri blev bombet under 2. verdenskrig. I dag brygges Mont des Cats på Scourmont Abbey, et andet trappistkloster. 
Alkoholindholdet svinger mellem 3,5 ABV og 11,3 ABV, men ofte er alkoholindholdet relativt højt. Der findes et nummersystem (6, 8 og 10, som anvendt af bl.a. Rochefort), som giver en indikation af alkoholstyrken, men det er ikke nødvendigvis en eksakt måling af alkoholprocenten. De mest gængse trappistøltyper er:
- Enkel - lys øltype (Blonde er det gængse term for øltypen)
- Dubbel - mørk øltype (6-8% alkohol)
- Tripel - lys øltype (8-10% alkohol)
- Quadruppel - mørkere øltype (10-12% alkohol)

## Øl fraWestmalle[5]
- Westmalle Tripel: det gamle design til venstre, det nye design til højre.
- Westmalle Dubbel, igen det gamle design til venstre og det nye design til højre.

- Dubbel 7 % ABV, ca. 25 IBU
- Tripel 9,5 % ABV, 40 IBU, 12-13 EBC
- Extra 5 % ABV, Den øl munkene drikker til dagligt, derfor den lave ABV[6]
- Duo 7,2 % ABV, Blend Tripel & Extra [7]